# Fremmede frugter
Fremmede frugter er en dansk dokumentarfilm med ukendt instruktør.

## Handling
Denne artikel mangler et handlingsreferat. Hjælp os med at skrive det.